# Ijaci
Ijaci é um município brasileiro do estado de Minas Gerais. De acordo com o censo realizado em 2022 sua população era de 7 003 habitantes. 

### Circunscrição eclesiástica
A paróquia Nossa Senhora da Conceição pertence à Diocese de São João del-Rei.

## História
A História de Ijaci está intimamente relacionada com a vinda da família Villas-Bôas (hoje grafada Vilas Boas) do norte de Portugal, via São João del Rei, para o que veio a ser o povoado de Nossa Senhora da Conceição do Rio Verde. Foi Vigilato Vilas Boas quem doou os terrenos onde hoje está a Igreja Matriz de Nossa Senhora da Conceição e as principais quadras da cidade. Ijaci é termo indígena que significa "filha da Lua".

## Indústria
O município tem como principal ramo industrial a mineração de componentes para construção civil e agricultura (cal, calcário, cimento e argamassa).

## Ijaci na Literatura Brasileira
Ijaci é cenário de uma das séries de literatura fantástica de maior sucesso do Brasil: "Contos para não dormir", em sete volumes, de autoria de Adriano Messias.

## Geografia
Localiza-se na Mesorregião do Campo das Vertentes. 